# 피네토
피네토(이탈리아어: Pineto)는 이탈리아 아브루초주 테라모도에 위치한 코무네다. 소나무에서 도시의 명칭이 유래하였다.

## 자매 도시
- 폴란드 오스트로비에츠시비엥토크시스키
- 몰도바 드로키아